# Julia Stiles
Julie O’Hara Stiles (ur. 28 marca 1981 w Nowym Jorku) – amerykańska aktorka.

## Życiorys
Jej matka Judith ma niewielką firmę ceramiczną, a ojciec John jest nauczycielem. Już w dzieciństwie interesowała się aktorstwem, w wieku 11 lat napisała list z prośbą o angaż, do dyrektora nowojorskiego La Mama Theater. Dzięki uporowi i determinacji, niedługo potem zaczęła występy w awangardowych sztukach w teatrach Kitchen i La Mama w Nowym Jorku. Jej debiutem była rola w filmie I Love You, I Love You Not (1996). Swoją popularność zawdzięcza głównie rolom w filmach młodzieżowych, jednak ma na swoim koncie również poważniejsze role. Jedną z nich była drugoplanowa rola w filmie Znajomek, za którą otrzymała Golden Satellite Awards. W 1999 ukończyła Professional Children's School w Nowym Jorku, która przygotowuje młodzież do kariery w każdej dziedzinie sztuki. 
Zagrała główną rolę w filmie Zakochana złośnica (Ten Things That I Hate About You). Grała również w filmach Książę i ja oraz Męska rzecz (A Guy Thing). Stiles była jedną z modelek, która pozowała do Kalendarza Pirelli.

## Filmografia
- Zanim kobietom wyrosły skrzydła (Before Women Had Wings, 1997) jako Phoebe Jackson
- Zdrada (The Devil's Own, 1997) jako Bridget O’Meara
- Dziadek i ja (Wide Awake, 1998) jako Neena Beal
- Niedobra (Wicked, 1998) jako Ellie Christianson
- The '60s (1999) jako Katie Herlihy
- Zakochana złośnica (10 Things I Hate About You, 1999) jako Katarina Stratford
- Hollywood atakuje (State and Main, 2000) jako Carla Taylor
- Hamlet (2000) jako Ofelia
- Tam, gdzie ty (Down to You, 2000) jako Imogen
- O-Otello (O, 2001) jako Desi
- Znajomek (The Business of Strangers, 2001) jako Paula Murphy
- W rytmie hip-hopu (Save the Last Dance, 2001) jako Sara
- Tożsamość Bourne’a (The Bourne Identity, 2002) jako Nicolette
- Uśmiech Mony Lizy (Mona Lisa Smile, 2003) jako Joan Brandwyn
- Carolina (2003) jako Carolina
- Męska rzecz (A Guy Thing, 2003) jako Becky
- Książę i ja (The Prince and Me, 2004) jako Paige Morgan
- Krucjata Bourne’a (The Bourne Supremacy, 2004) jako Nicolette
- Mała podróż do nieba (A Little Trip to Heaven, 2005) jako Isold
- Edmond (2005) jako Glenna
- Omen (The Omen, 2006) jako Katherine Thorn
- Ultimatum Bourne’a (The Bourne Ultimatum, 2007) jako Nicky Parsons
- Gospel Hill (2007) jako Rosie
- Szklany klosz (The Bell Jar, 2008) jako Esther Greenwood
- Krzyk sowy (The Cry of the Owl, 2009) jako Jenny Thierolf
- Dexter (2010) jako Lumen Pierce
- Szklany klosz (The Bell Jar, 2012) jako Esther Greenwood
- Poradnik pozytywnego myślenia (Silver Linings Playbook, 2012) jako Veronica
- Przeobrażenie (The Makeover, 2013) jako Hannah Higgins
- Blackway (2015) jako Lillian
- Jason Bourne (2016) jako Nicky Parsons
- Sierota. Narodziny zła (2022) jako Tricia Albright